# Hart F1
Brian Hart Ltd.  va ser un constructor de motors per cotxes de competició britànic que va arribar a disputar curses de Fórmula 1.
L'equip va ser fundat per l'enginyer Brian Hart l'any 1969 i va pujar categories fins a arribar a la F1. Va debutar de la mà de l'escuderia Toleman a la quarta cursa de la temporada 1981, al GP de San Marino disputat al circuit d'Imola el 3 de maig del 1981.
L'equip va prendre part en un total de cent cinquanta-set Grans Premis (amb 368 monoplaces) disputats en onze temporades no consecutives (1981 - 1986 i 1993 - 1997), i va aconseguir una segona posició com millor classificació en una cursa i va obtenir seixanta-tres punts pel campionat del món de constructors.

## Resum
| Curses:   | Victòries: | Pòdiums: | Poles: | Voltes ràpides: | Punts: |
| --------- | ---------- | -------- | ------ | --------------- | ------ |
| 157 (368) | 0          | 5        | 0      | 0               | 63     |